# Klaus Franz (Politiker)
Klaus Hermann Franz (* 5. Februar 1953 in Bochum) ist ein deutscher Ingenieur und Vorsitzender des Gesamtverbandes Dämmstoffindustrie GDI e. V. und Politiker (CDU).

## Leben
Klaus Franz begann im Alter von 14 Jahren eine Schriftsetzer-Lehre bei der Druckerei Kunze in Gelsenkirchen und besuchte daneben das Abendgymnasium Georg-Kerschensteiner-Schule in Gelsenkirchen. Nach dem Diplom-Studiengang Maschinenbau an der Bergischen Universität Wuppertal trat er seine erste Stelle bei der Mergenthaler Linotype in Eschborn bei Frankfurt an.
Während seiner zehnjährigen Tätigkeit bei der Industriedruck AG in Essen war Franz Lehrbeauftragter an der Bergischen Universität Wuppertal für Druckweiterverarbeitung im Fachbereich Druckereitechnik.
Nachdem er ab 1989 als Technischer Direktor bei der Deutschen Rockwool in Gladbeck tätig gewesen war, übernahm er 2000 deren Vorsitz in der Geschäftsführung. Von 2007 bis Januar 2015 war er „Senior Vice President Innovation & Business Development“ im Konzernvorstand der Rockwool International A/S. 2010 wurde Franz zum Präsidenten des Gesamtverbandes Dämmstoffindustrie (GDI) gewählt.
Seit Februar 2015 arbeitet er als Geschäftsführer der fmsc GmbH (facility management and services consulting) mit Sitz in Bochum-Wattenscheid.
Franz ist verheiratet und hat zwei erwachsene Kinder. Er ist seit 1988 Mitglied der Mittelstands- und Wirtschaftsvereinigung.

## Politik
Klaus Franz ist seit 1978 Mitglied der CDU Bochum. Nach Tätigkeiten im Ortsverband Bochum-Weitmar war er von 2000 bis 2010 Vorsitzender des CDU-Kreisverbandes Bochum. Von 1989 bis 2014 war er Mitglied im Rat der Stadt Bochum und in diversen Ausschüssen tätig; 1989 bis 1993 im Beschwerdeausschuss, 1990 bis 1993 im Ausschuss für Umwelt und öffentliche Einrichtungen, 1993 bis 2004 im Arbeits- und Wirtschaftsausschuss, 1994 bis 2009 Vorsitzender im Rechnungsprüfungsausschuss, 2009 bis 2014 im Haupt- und Finanzausschuss mit Schwerpunkt Beteiligungswesen.
Franz war von 1999 bis 2009 stellvertretender Fraktionsvorsitzender und von 2009 bis 2014 Vorsitzender der CDU-Fraktion im Rat der Stadt Bochum. Er wurde am 27. April 2015 auf der Kreismitgliederversammlung der CDU im Planetarium Bochum mit 96,3 % zum Oberbürgermeisterkandidaten für die Wahl am 13. September 2015 nominiert. Gewählt wurde Thomas Eiskirch, SPD.